# Ваганова, Екатерина Юрьевна
Екатерина Юрьевна Вага́нова (род. 9 января 1988, Петропавловск-Камчатский-50, Камчатская область) — спортсменка, чемпионка мира по спортивным бальным танцам в латиноамериканской и стандартной программе, двукратная чемпионка России, четырёхкратная чемпионка Италии, двукратная вице-чемпионка мира в группе молодежь по латиноамериканским танцам, IDSF, чемпионка мира 2010, 2011 по IDSA и IDU версиям и чемпионка Европы 2010 по латиноамериканским танцам по версии WDC, многократная финалистка чемпионатов Мира и Европы в IDSF. Участница российских и итальянских телепроектов «Танцы со звёздами», соведущая программы «Успеть до полуночи» на Первом канале.

## Биография
Начала танцевать с 2,5 лет в кружке хореографии в городе Вилючинск (Камчатская область), а с 6 лет стала заниматься бальными танцами. Когда ей исполнилось 11 лет, семья переехала в Москву.
Через два года в паре с Александром Ермаченковым стала чемпионкой мира среди юниоров в программе 10 танцев. Заслуги пары были отмечены премией Экзерсис 2001 г. за вклад в развитие танцевального спорта России.
С 2004 по 2006 год Екатерина Ваганова в паре с Габриелем Гоффредо представляла Италию. Они дважды выиграли чемпионат Италии и дважды стали вице-чемпионами мира по молодежи в латиноамериканской программе.
С 2006 по 2008 год Ваганова выступала в паре с Андрэа Ди’Анжелес. После полутора лет совместного танцевания они стали четвёртыми на чемпионате мира 2007 и чемпионате Европы 2007 в программе 10 танцев. Стали также финалистами International Under 21, чемпионами Dutch Open 2006 Under 21, седьмыми на Blackpool Dance Festival Under 21 Latin.
В марте 2009 г. участвовала в проекте «Танцы со звёздами» на канале «Россия» в паре с Кириллом Плетневым и Юрием Аскаровым.
С 2010 по 2011 выступала в паре с Дмитро Влохом, дважды выиграв чемпионат Украины в категории взрослые, в латиноамериканской программе, а также дважды одержав победу на чемпионатах мира по версии IDSA в Пекине и в Киеве. Пара также завоевала титул чемпионов Европы по версии WDC в 2010 г.
С 2010 для Вагановой начался новый этап телевизионного сотрудничества с Милли Карлуччи на канале RAI UNO. Она дебютировала с показательным выступлением на конкурсе Мисс Италия в Сальсо-Маджиоре.
С 2012 г. принимала участие в передаче «Танцы со звездами» на канале RAI UNO, выступая в паре с Серджо Ассизи. Пара выбыла в полуфинале соревнования из-за серьезной травмы Ассизи, помешавшей ему продолжить участие в программе.
В 2012 г. также выступала в новом телевизионном формате RAI UNO «Танцую с тобой» в паре с бразильским актером и моделью Бруно Кабреризо. В составе ведущих танцевальных пар данного формата, Екатерина открывала песенный Фестиваль Сан-Ремо, а также выступала в качестве гостя в таких телепередачах, как «Porta a porta», «Arena», «La vita in diretta» на канале RAI UNO.
С 2013 года принимала постоянное участие в телепрограмме «Успеть до полуночи» на Первом канале в образе итальянки Катарины.
С сентября по декабрь 2014 года принимала участие в передаче «Танцы со Звездами» на канале RAI UNO, выступая в паре с Валерио Аспромонте.
Свободно владеет итальянским, английским и испанским языками. Увлечения — классическая музыка, балет, театр и литература об искусстве.